# Argyrocupha paarlensis
Argyrocupha paarlensis är en fjärilsart som beskrevs av Dickson 1967. Argyrocupha paarlensis ingår i släktet Argyrocupha och familjen juvelvingar. Inga underarter finns listade i Catalogue of Life.